# بولناس
شهر بولناس (به سوئدی: Bollnäs) در بخش بولناس در کشور سوئد واقع شده‌است. جمعیت این شهر ۹۷۰٫۷۶ نفر است.